# Kościół Nawiedzenia Najświętszej Maryi Panny w Ostrołęce
Kościół Nawiedzenia Najświętszej Maryi Panny i św. Mikołaja w Ostrołęce (tzw. kościół farny) – parafialny kościół rzymskokatolicki zbudowany w roku 1399, następnie rozbudowany w latach 1641–1658 i 1996–2000. Jest to najstarszy ostrołęcki budynek sakralny i jeden z najcenniejszych zabytków miasta.

## Historia
Kościół pw. Nawiedzenia Najświętszej Maryi Panny od początku był miejskim kościołem parafialnym i dla odróżnienia od zakonnego nazwano go farnym. Budowę murowanego kościoła ukończono w 1399 roku z fundacji księcia mazowieckiego Janusza I Starszego. Po barokowej rozbudowie z lat 1647-1660, z pierwotnej gotyckiej formy pozostało jedynie prezbiterium. Obecny kształt kościół uzyskał po przebudowie zakończonej w 1785 roku. W czasie I wojny światowej pociski armatnie naruszyły dach i ściany. W 1938 roku rozpoczęto nieukończoną przebudowę. W czasie II wojny światowej świątynia zamieniona była w więzienie, a później na magazyn zbóż i nawozów sztucznych, na koniec utworzono w niej magazyn remontowy czołgów. Niemcy rozebrali również nawy boczne i część frontową wydłużającą kościół. Nawy te zostały odbudowane w latach 1997–1999. W 1957 roku wznowiono w kościele stałe nabożeństwa. Prezbiterium i zakrystię zbudowano w połowie XVII w. Dach jest dwuspadowy pokryty blachą (dawniej dachówką ceramiczną). W nocy kościół jest podświetlany.
Wnętrze:
Dawniej w kościele było siedem ołtarzy dziś pozostały tylko dwa boczne i jeden główny. Po innych zachowały się obrazy ołtarzowe. 
- Ołtarz główny w stylu barokowym pochodzi z XVIII w. W polu głównym znajduje się obraz Przemienienia Pańskiego, także z XVIII w. W zwieńczeniu zaś obraz św. Mikołaja z połowy XIX w. Na dole znajdują się rzeźby św. Piotra i św. Pawła. Na szczycie i na dole znajdują się rzeźby aniołów. Pozostałe obrazy ołtarzowe przedstawiają: św. Barbarę, cud św. Walentego, św. Józefa z Dzieciątkiem.
- Ambona w stylu rokokowym z XVIII wieku posiada mównicę wybrzuszoną na kształt kwiatowego kielicha.

Otoczenie
- Plebania murowana z ok. 1900 r.; wpisana do rejestru zabytków
- Dzwonnica zbudowana w 1958 r. na podstawie kwadratu
- figura Niepokalanego Poczęcia NMP wykonana w 1863 roku
- Krzyż Męczeństwa Narodu Polskiego
- pomnik Jana Pawła II z 2006 roku
- kościół otacza mur ceglany

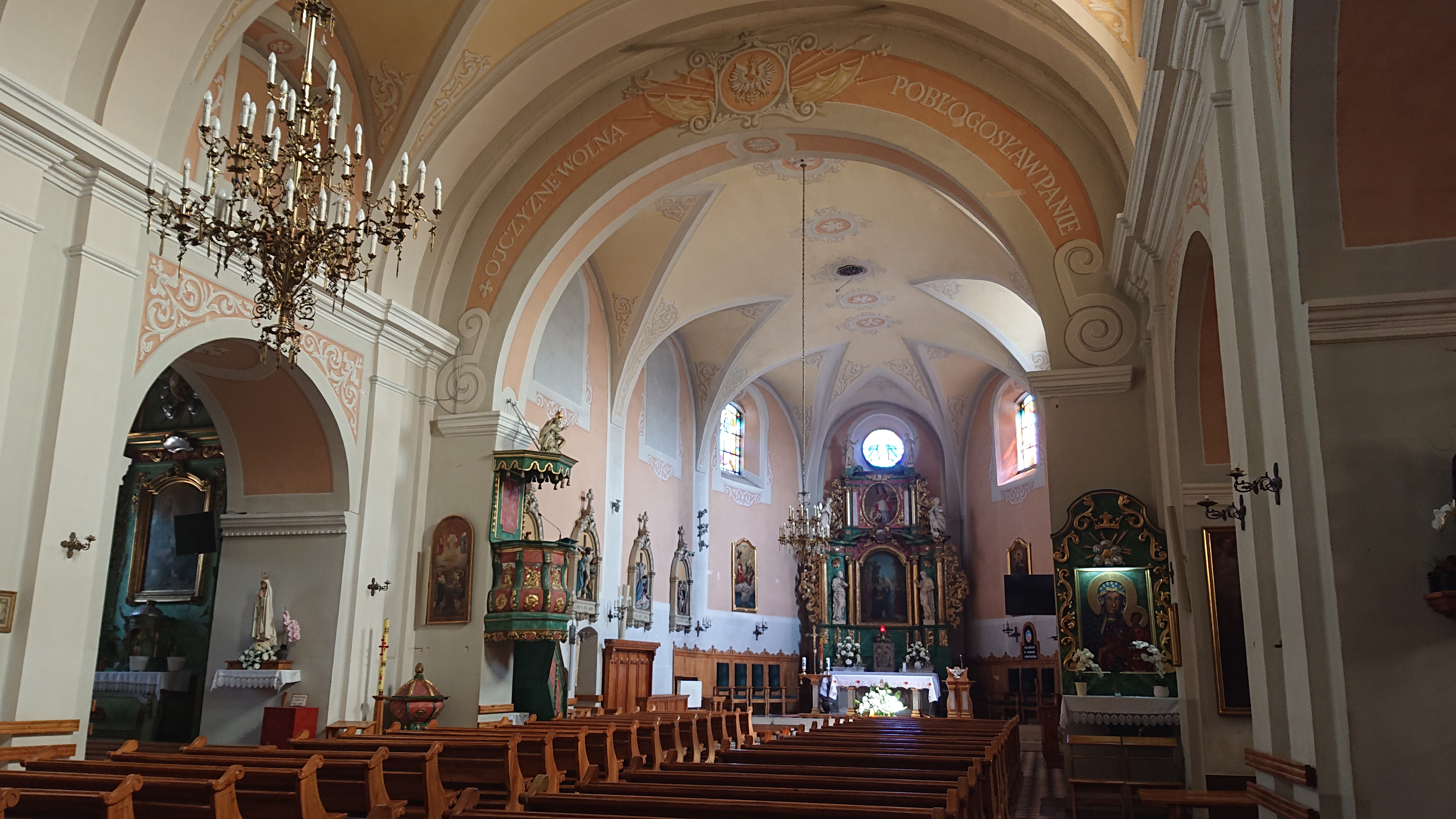
Wnętrze kościoła
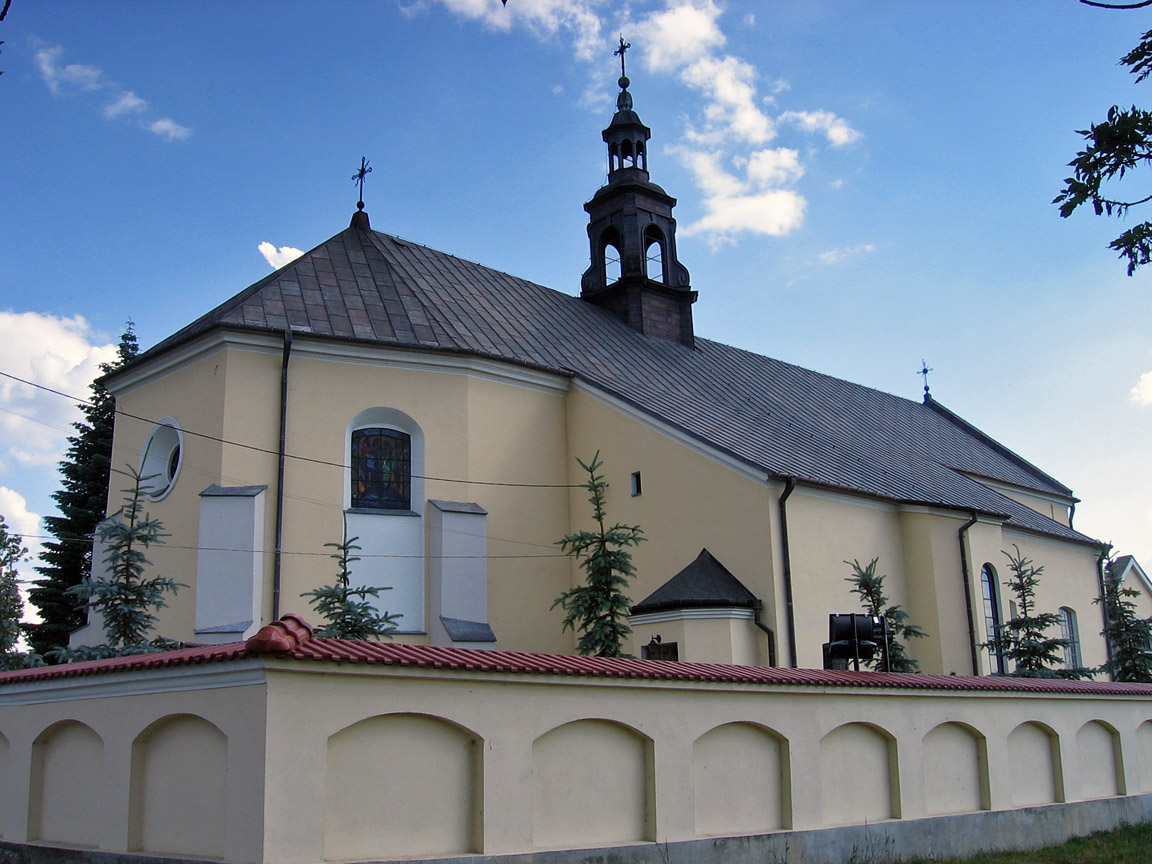
Widok na prezbiterium
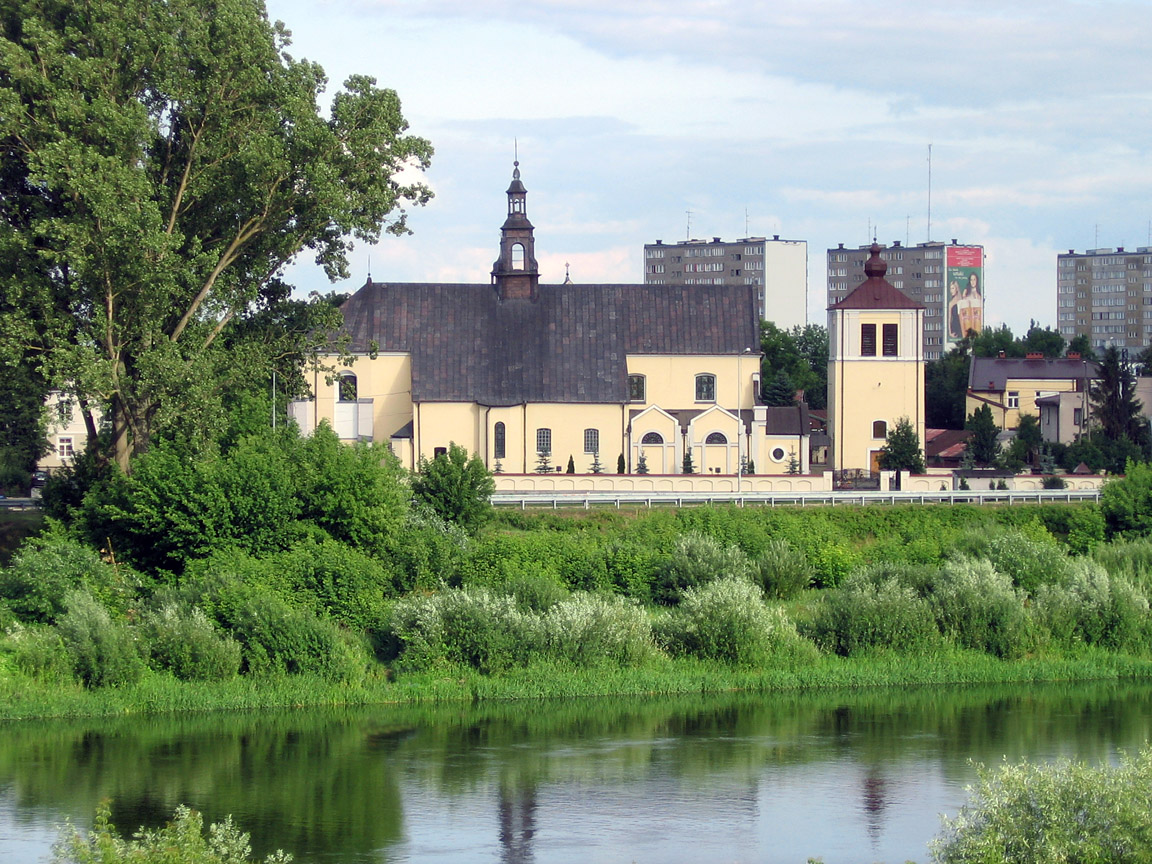
Widok z mostu
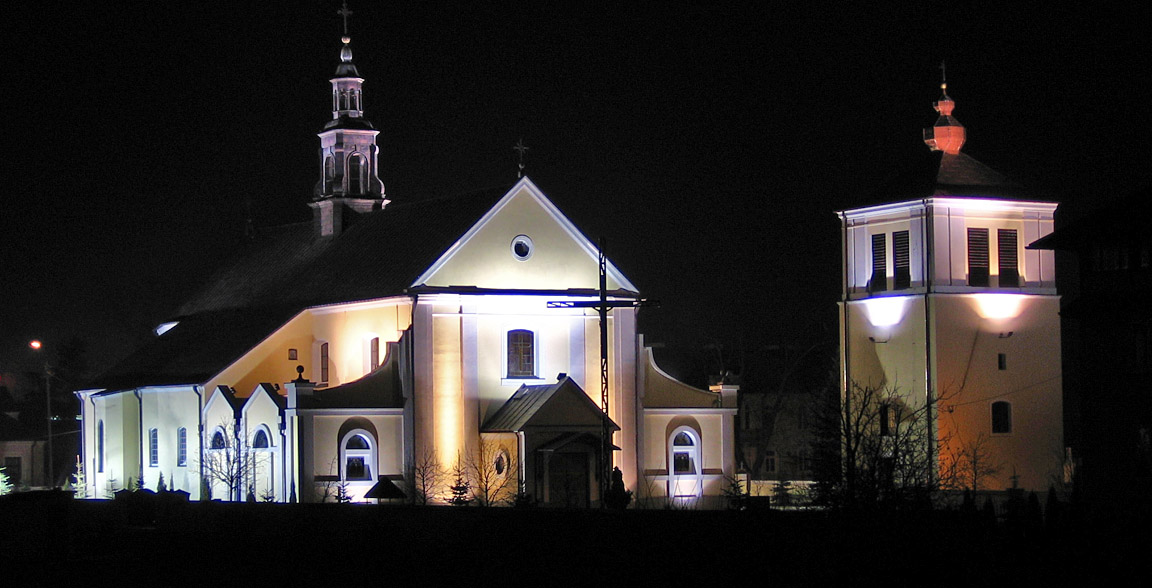
Widok w nocy
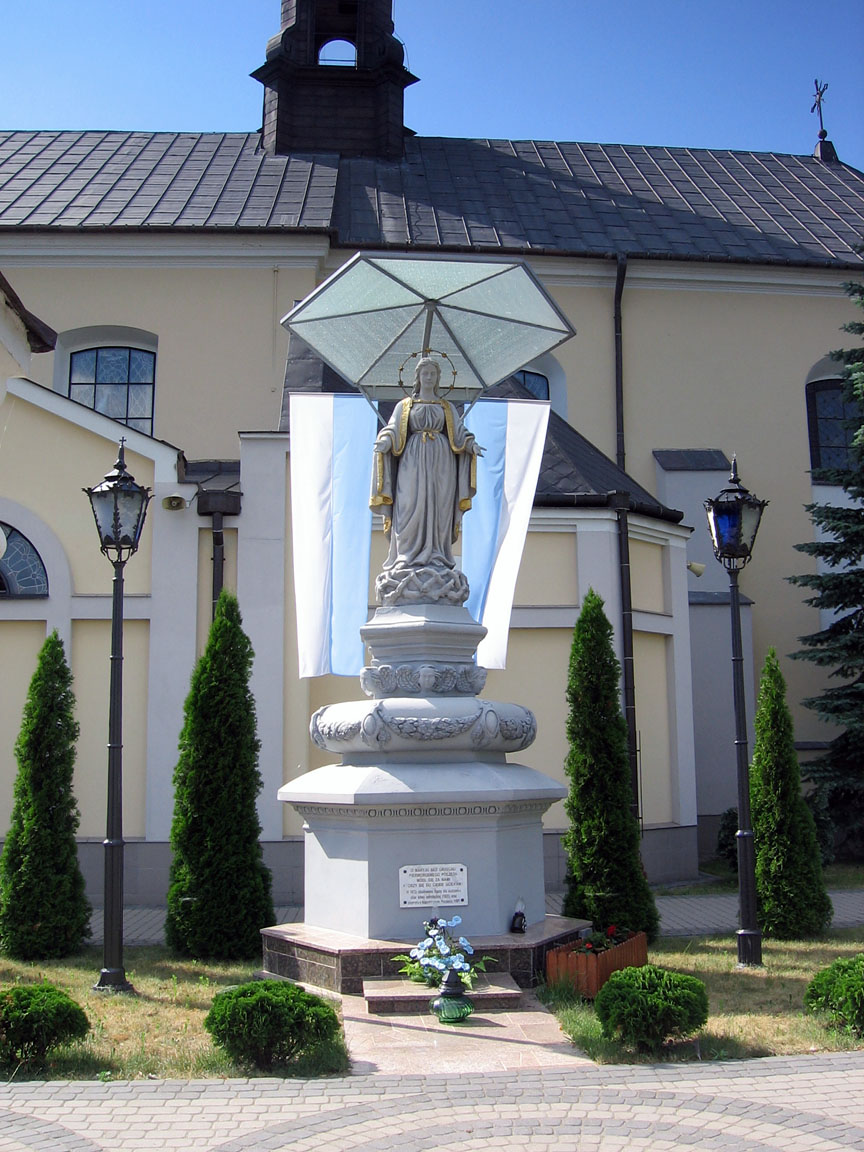
Figura Matki Boskiej z 1863 roku
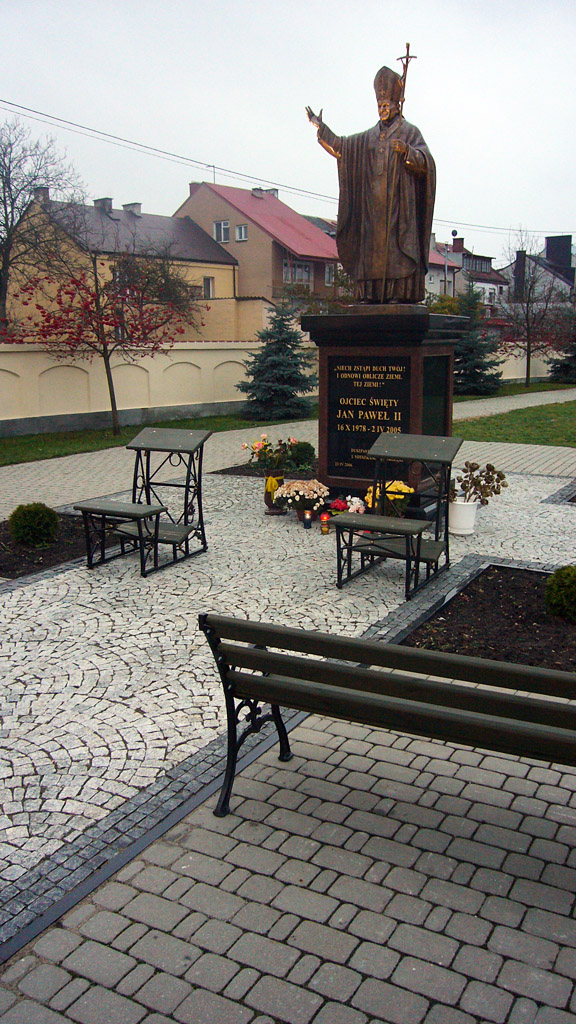
Pomnik Jana Pawła II
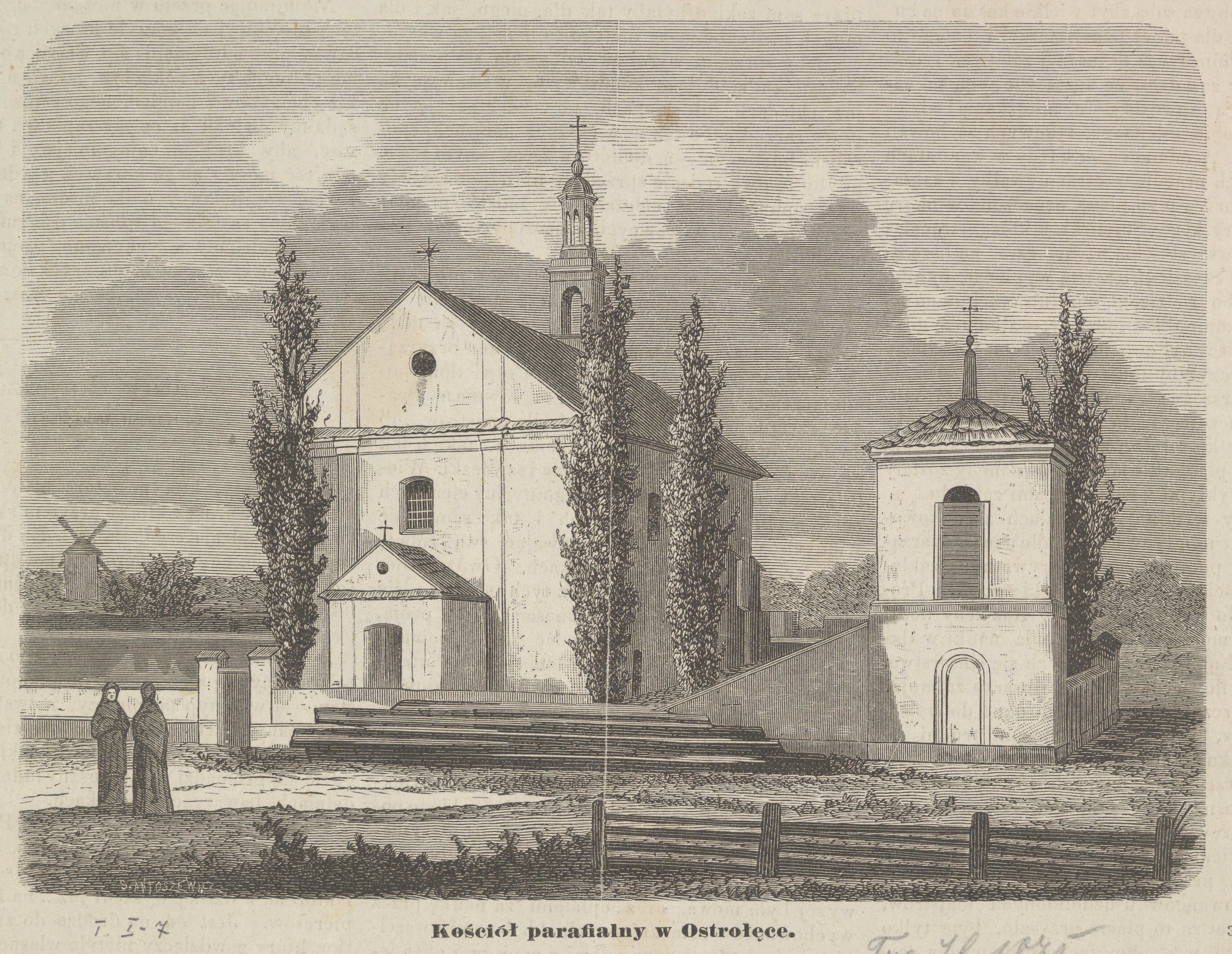
Widok kościoła z 1875